# 엘머 벨트란
앨마 벨트랜(영어: Alma Beltran, 스페인어: 알마 벨트란, 1919년 8월 22일 ~ 2007년 6월 9일)은 멕시코 출신의 미국 배우이다.

## 출연 작품
- 화려한 싱글 (2002년)
- 나이트화이어 (1994년)
- 사랑과 영혼 (1990년) - 여자 유령 역
- 명화 만들기 (1989, Trust Me)
- 형사 타격대 (1989년)
- 연인과 도둑 (1987년)
- 노바디스 풀 (1986년)
- 밤의 미녀 (1985년)
- 퍼펙트 (1985년)
- Oh, God! Book II (1980) - 로사, 폴라의 가정부 역
- 허비 - 흥분하다 (1980년)
- 의혹의 그림자 (1972년)
- 한없는 추적 (1953년)
- 섬브레로 (1953년)
- 히 워키드 바이 나이트 (1948년)
- 카르멘의 사랑 (1948년)
- 욜란다 앤 더 씨프 (1945년)

### 텔레비전
- 샌포드 앤 선 (1973)
- 전격 Z작전 (1982)
- Knots Landing (1985-86)